# Yabba Dabba Dinozaury!
Yabba Dabba Dinozaury! (ang. Yabba-Dabba Dinosaurs, od 2020) – amerykański serial animowany wyprodukowany przez wytwórnię Warner Bros. Animation; jest to spin-off seriali Flintstonowie oraz Jaskiniątka.
Premiera serialu odbyła się w Wielkiej Brytanii 3 lutego 2020 na brytyjskim Boomerangu. W Polsce serial zadebiutował 29 lutego 2020 na antenie polskiego Boomeranga.

## Fabuła
Akcja serialu rozgrywa się w epoce kamienia łupanego i opowiada o perypetiach najlepszych przyjaciół – Pebbles i Bamm-Bamma, którzy mieszkają w prehistorycznym Skalisku, wiodąc ze swoimi rodzinami spokojne życie. Flintstonowie i Rubble’owie nie wiedzą jednak, że ich dzieci uciekają na Skałki – dzikiej krainy zamieszkałej przez dinozaury. W szalonych przygodach Pebbles i Bamm-Bamma towarzyszy im dinozaur Dino.

## Bohaterowie
- Fred Flintstone – głowa rodziny. Jest uzależniony od jedzenia i nie przechodzi na dietę. Zna Barneya od dziecka. Pracuje w kamieniołomach, tzn. w fabryce jaskiń „Stuknięty i krzemień” jako operator „brontokoparki”. W wolnych chwilach lubi grać w kręgle, w czym jest bardzo dobry, a także w bilard oraz w golfa. Zadowolenie okazuje okrzykiem: Yabba-Dabba-Doo!. Flintstone znaczy po angielsku: Krzemień.
- Wilma Flintstone – żona Freda, ciężko pracuje jako gospodyni domowa. Zna Betty od dziecka. Zawsze musi znosić ataki męża, lecz zazwyczaj odpłaca mu się.
- Barney Rubble – najlepszy przyjaciel i sąsiad Freda. Często dochodzi do sprzeczek między nimi, które zazwyczaj nie są długotrwałe. Nie wiadomo, czym się zajmuje zawodowo. Ilekroć rozmawia z Fredem o pracy lub odwozi go z niej, jest to tak pokazane, aby widz nie domyślił się branży. Rubble znaczy po angielsku: gruz.
- Betty Rubble – żona Barneya, przyjaciółka Wilmy, również gospodyni domowa. Kobieta o gołębim sercu i delikatnym głosie.
- Pebbles Flintstone – córka Flintstone’ów. Jej imię w dosłownym tłumaczeniu oznacza otoczaki. Często ucieka z Bamm-Bammem na Skałki.
- Bamm-Bamm Rubble – adoptowany syn Rubble’ów, najsilniejsze dziecko świata. Często ucieka z Pebbles na Skałki.
- Dino – dinozaur rasy psozaur, zwierzak Flintstone’ów pełniący rolę psa. Często ucieka z Pebbles i Bamm-Bammem na Skałki.

## Obsada
- Jessica DiCicco – Pebbles Flintstone
- Ely Henry – Bamm-Bamm Rubble
- Jeff Bergman – Fred Flintstone
- Tress MacNeille – Wilma Flintstone
- Kevin Michael Richardson – Barney Rubble
- Grey DeLisle – Betty Rubble
- Eric Bauza – Dino

## Wersja polska
Wersja polska: SDI Media Polska

Reżyseria: Wojciech Urbański

Dialogi polskie: 
- Katarzyna Raduszyńska,
- Ewa Mart

Kierownictwo muzyczne: Piotr Zygo

Teksty piosenek: Katarzyna Raduszyńska

W rolach głównych:
- Joanna Pach-Żbikowska – Pebbles Flintstone
- Damian Kulec – Bamm-Bamm Rubble
- Grzegorz Pawlak – Fred Flintstone
- Krzysztof Plewako-Szczerbiński – Barney Rubble
- Agnieszka Fajlhauer – Wilma Flintstone
- Marta Dylewska – Betty Rubble

W pozostałych rolach:
- Józef Pawłowski – Dino
- Olga Sarzyńska – Wicky
- Wojciech Chorąży – 
  - Pan Łupek,
  - Śmieciojadek Kurt (odc. 2, 9),
  - Fatumzaur (odc. 21),
  - Dowódca Paczkozaurów (odc. 22)
- Karol Osentowski –
  - Paskozaur (odc. 1, 12),
  - Wielki Gazoo (odc. 6)
- Karolina Gibowska –
  - Skorpion (odc. 1),
  - Wełno Ryjkozaurzyca (odc. 3),
  - Furodaktyl (odc. 7),
  - Nastolatka (odc. 9)
- Joanna Węgrzynowska-Cybińska –
  - Furadoktyl (odc. 1),
  - Granatowy Pająkozaur (odc. 2),
  - Soprana (odc. 4, 12),
  - Fioletowy Pająkozaur (odc. 12),
  - Beatrycze „Księżna” Bazalt (odc. 13),
  - Jennifer (odc. 21)
- Miłogost Reczek – 
  - Sprężystozaur (odc. 1),
  - Maratodont #1 (odc. 4),
  - Veloci-Hipster (odc. 6),
  - Kosiarka (odc. 8),
  - Bernie (odc. 10),
  - Narrator (odc. 12),
  - Weterynarz (odc. 16),
  - Żółw (odc. 17),
  - Norman (odc. 22),
  - Dinozaur hipster (odc. 25),
  - Nietoperz #2 (odc. 25),
  - Sprzedawca (odc. 26)
- Anna Wodzyńska – 
  - Fioletowy Pająkozaur (odc. 2),
  - Linda (odc. 7, 12),
  - Granatowy Pająkozaur (odc. 12),
  - Małpa (odc. 13),
  - Łyska (odc. 22)
- Jacek Król –
  - Roślinozaur (odc. 2),
  - Pracownik Łupka #2 (odc. 3),
  - Głazowy Król (Król głazów) (odc. 8, 14, 17-18, 20),
  - Brylak skalny (odc. 11),
  - Granatowy dinozaur (odc. 12),
  - Złodzilla (odc. 26)
- Sebastian Perdek –
  - Gerald (odc. 2, 24),
  - Żuk (odc. 4, 12),
  - Hobart (odc. 10),
  - Tony, fioletowy Bocianojeż (odc. 14),
  - Percy (odc. 17),
  - Tuptozaurus (odc. 20),
  - Paxtin (odc. 22)
- Wojciech Paszkowski – 
  - Wełno Ryjkozaur (odc. 3),
  - Maratodont #2 (odc. 4),
  - Bykorożec (odc. 8),
  - Sędzia (odc. 11),
  - Skutter (odc. 15),
  - Pan Kamienny (odc. 16),
  - Granatowy dinozaur (odc. 20-21)
- Michał Podsiadło – 
  - Szary dinozaur (odc. 7),
  - Żmija Owija (odc. 11),
  - Prowadzący (odc. 15),
  - Dinozaur-grzechotka (odc. 18),
  - Ptak (odc. 24)
- Maksymilian Michasiów – Moonrock (odc. 9)
- Bartosz Bednarski – 
  - Shaley (odc. 9),
  - Fioletowa Królikozaurzyca (odc. 11)
- Katarzyna Skarżanka – 
  - Żółta Królikozaurzyca (odc. 11),
  - Mamuci prysznic (odc. 13),
  - Mama Puddles (odc. 18),
  - Janina Żwirek (odc. 23)
- Aleksandra Kowalicka – 
  - Myszka (odc. 14),
  - Homarzyca (odc. 20),
  - Różowy dinozaur (odc. 25)
- Waldemar Barwiński – 
  - Papladont (odc. 14),
  - Doktor Travis Archipelagos (odc. 16),
  - Spike (odc. 16),
  - Max (odc. 20),
  - Kolec (odc. 26)
- Wojciech Żołądkowicz – 
  - Eddy, różowy Bocianojeż (odc. 14),
  - Terry (odc. 20),
  - Jaskiniowiec (Kapitan Grotman) (odc. 25)
- Anna Gajewska – 
  - Jojo (odc. 15),
  - Płaczliwy dinozaur (odc. 20-21)
- Aleksandra Nowicka – 
  - Niebieski Dinozaur (odc. 18),
  - Lisa (odc. 26)
- Mateusz Narloch – Pomarańczowy dinozaur z pozytywki (odc. 18)
- Łukasz Lewandowski – Marty (odc. 19)
- Wojciech Urbański – Fribbie (odc. 23)
- Katarzyna Wolfke
- Piotr Bondyra
- Tomasz Olejnik
- Hubert Paszkiewicz
- Dominik Szarwacki
- Maksymilian Bogumił
- Paweł Wojtaszek

Wykonanie piosenek:
- Joanna Pach-Żbikowska (odc. 7, 12, 21),
- Damian Kulec (odc. 7, 12, 22),
- Olga Sarzyńska (odc. 11),
- Sebastian Machalski (odc. 18),
- Wojciech Chorąży (odc. 21),
- Anna Wodzyńska (odc. 22)

Lektor: Miłogost Reczek

## Spis odcinków

### Seria 1 (od 2020)
| Nr | Tytuł                                   | Tytuł polski                            | Premiera       | Premiera w Polsce |
| -- | --------------------------------------- | --------------------------------------- | -------------- | ----------------- |
| 1  | Mistaking Sides                         | Po czyjej stronie jesteś?               | 3 lutego 2020  | 29 lutego 2020    |
| 2  | Rock Me Plantasaurus                    | Ogrodowy kwiatuszek                     | 3 lutego 2020  | 29 lutego 2020    |
| 3  | Yabba-Dabba-Dabba Kamma-Kamma Chameleon | Kamelozaur                              | 4 lutego 2020  | 29 lutego 2020    |
| 4  | Treehouse Blues                         | Domek na drzewie                        | 4 lutego 2020  | 29 lutego 2020    |
| 5  | Yabba-Dabba Don’t!                      | Szlaban, drogie dzieci                  | 5 lutego 2020  | 1 marca 2020      |
| 6  | Alien vs. Pebbles                       | Pebbles kontra obcy                     | 5 lutego 2020  | 1 marca 2020      |
| 7  | Gonna Fly Now                           | Będę latać                              | 6 lutego 2020  | 7 marca 2020      |
| 8  | The Grass is Always Dinner              | Wszędzie dobrze, gdzie nas nie ma       | 6 lutego 2020  | 7 marca 2020      |
| 9  | Dawn of the Disposals                   | Świt śmieciojadków                      | 7 lutego 2020  | 8 marca 2020      |
| 10 | Agony Alley                             | Droga brzydaków                         | 7 lutego 2020  | 8 marca 2020      |
| 11 | Dino Holds Barred                       | Wszystkie chwyty dozwolone              | 10 lutego 2020 | 14 marca 2020     |
| 12 | The Spirit of Frostnos                  | Niech pada śnieg                        | 10 lutego 2020 | 14 marca 2020     |
| 13 | Invasion of the Trendsetters            | Inwazja trendsetterów                   | 11 lutego 2020 | 15 marca 2020     |
| 14 | Bammnesia                               | Niczego nie pamiętam                    | 11 lutego 2020 | 21 marca 2020     |
| 15 | The Rocks and the Rolliest              | Skalny wyścig                           | 12 lutego 2020 | 21 marca 2020     |
| 16 | The Dino Whisperer                      | Zaklinacz dinozaurów                    | 12 lutego 2020 | 22 marca 2020     |
| 17 | Dinosaurs with Angel Faces              | Dinozaury o anielskich buźkach          | 13 lutego 2020 | 22 marca 2020     |
| 18 | The Puddle Sitters Club                 | Klub opiekunek                          | 13 lutego 2020 | 28 marca 2020     |
| 19 | Doppel Dino                             | Dino i Dino                             | 14 lutego 2020 | 28 marca 2020     |
| 20 | Pave Crag-adise                         | Pen. D. Dev. – mieszkanie dla dinozaura | 14 lutego 2020 | 29 marca 2020     |
| 21 | Art Attack                              | Sztuka w natarciu                       | 17 lutego 2020 | 29 marca 2020     |
| 22 | Over My Shed Body                       | Zrzucanie żartów                        | 17 lutego 2020 | 4 kwietnia 2020   |
| 23 | Goo-rillas in the Mist                  | Muło-małpy we mgle                      | 18 lutego 2020 | 4 kwietnia 2020   |
| 24 | Woman from the Future                   | Pebbles z przyszłości                   | 18 lutego 2020 | 5 kwietnia 2020   |
| 25 | Caveman Begins                          | Życie na Skałkach                       | 19 lutego 2020 | 5 kwietnia 2020   |
| 26 | The Point of a Friend                   | Prawdziwy przyjaciel                    | 19 lutego 2020 | 11 kwietnia 2020  |